# Draconia accipitrina
Draconia accipitrina är en fjärilsart som beskrevs av W. Warren 1908. Draconia accipitrina ingår i släktet Draconia och familjen Thyrididae. Inga underarter finns listade i Catalogue of Life.